# Langneuspotoroe
De langneuspotoroe (Potorous tridactylus) is een zoogdier uit de familie van de kangoeroeratten (Potoroidae). De wetenschappelijke naam van de soort werd voor het eerst geldig gepubliceerd door Robert Kerr in 1792.

## Kenmerken

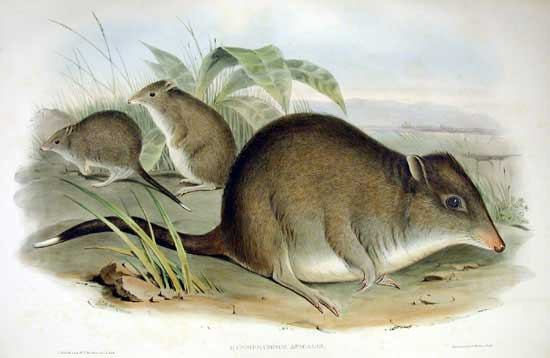
Illustratie in Gould's Mammals of Australia (1863)

De bovenkant van het lichaam is bruingrijs, de onderkant lichtgrijs. De korte, donkere, nauwelijks behaarde staart loopt taps toe. De oren zijn klein en donker. De kop-romplengte bedraagt 340 tot 400 mm, de staartlengte 180 tot 250 mm, de achtervoetlengte 70 tot 82 mm en het gewicht 660 tot 1600 g.

## Leefwijze
Deze solitaire soort is grotendeels 's nachts actief, leeft op de grond en eet van alles, van schimmels tot fruit, groene planten en geleedpotigen.

## Voortplanting
Vrouwtjes kunnen per jaar tot twee jongen krijgen, die het hele jaar door geboren worden.

## Verspreiding
Deze soort komt voor in Zuidoost-Australië van Zuidoost-Queensland tot West-Victoria, op Tasmanië en op de eilanden Kingeiland, Flinderseiland en French Island. Op Tasmanië komt hij algemeen voor, maar op het vasteland is hij zeldzaam.

## Ondersoorten
De langneuspotoroe heeft de volgende ondersoorten:
- Potorous tridactylus tridactylus (Kerr, 1792) – komt voor in oostelijk Australië, in Queensland en New South Wales ten noorden van Sydney.
- Potorous tridactylus apicalis (Gould, 1851) – komt voor op Tasmanië en eilanden in Straat Bass.
- Potorous tridactylus trisulcatus (McCoy, 1865) – komt voor in zuidoostelijk Australië, in Victoria, Zuid-Australië en New South Wales ten zuiden van Sydney.